# Copeland, New South Wales
Copeland är en ort i Australien. Den ligger i kommunen Gloucester Shire och delstaten New South Wales, i den sydöstra delen av landet, omkring 210 kilometer norr om delstatshuvudstaden Sydney. Antalet invånare är 310.
Trakten runt Copeland är nära nog obefolkad, med mindre än två invånare per kvadratkilometer.. Närmaste större samhälle är Gloucester, omkring 12 kilometer öster om Copeland. 
I omgivningarna runt Copeland växer i huvudsak städsegrön lövskog. Genomsnittlig årsnederbörd är 1 297 millimeter. Den regnigaste månaden är februari, med i genomsnitt 236 mm nederbörd, och den torraste är september, med 45 mm nederbörd.